# Donnchad Ua Lonngargáin
Donnchad Ua Lonngargáin (auch Ua Longargáin, anglisiert Donat O’Lonngargain) († 1232) war ein irischer Geistlicher. Von 1216 bis 1223 war er Erzbischof von Cashel.

## Herkunft und Ernennung zum Erzbischof
Donnchad Ua Lonngargáin entstammte der Dál gCais- (Dalkassier-) Familie Ua Lonngargáin, deren mehrere Bischöfe von Killaloe und anderen Diözesen entstammten. Er war ein Verwandter von Domhall Ua Lonngargáin, der seit 1206 Erzbischof von Cashel war. Seit dem Ende des 12. Jahrhunderts wurde das in mehrere kleine Königreiche zersplitterte Irland von den Anglonormannen erobert, wobei die Eroberung nur teilweise gelang. Die Anglonormannen versuchten dabei auch, die irische Kirche zu dominieren, indem sie anglonormannische bzw. englische Bischöfe einsetzten. Am Vierten Laterankonzil in Rom im November 1215 nahmen 18 irische Bischöfe teil, wobei von diesen sechs Anglonormannen bzw. Engländer und die anderen zwölf Iren waren. Erzbischof Domhall Ua Lonngargáin hatte zu den Bischöfen gehört, die am Konzil in Rom teilgenommen hatten. Er starb 1216 vermutlich noch in Rom. Daraufhin versuchten die anglonormannischen Mitglieder der irischen Delegation zu erreichen, dass Papst Innozenz III. einen Anglonormannen bzw. Engländer als Nachfolger ernannte. Der Papst ernannte jedoch Donnchad Ua Lonngargáin zum neuen Erzbischof. Donnchad hatte wohl seinen Verwandten nach Rom begleitet und wurde dort vor dem 16. Juli 1216 zum Bischof geweiht.

## Konflikt mit der englischen Regierung
Donnchad kehrte Anfang 1217 nach Irland zurück. Am 22. März 1217 beauftragte der englische Regentschaftsrat Geoffrey Marsh, den Justiciar of Ireland, Donnchad als Erzbischof anzuerkennen. Wenige Tage später, am 31. März 1217, beauftragte der Regentschaftsrat den Justiciar, Donnchad die Verwaltung der Temporalien der vakanten Diözese Killaloe zu übergeben. Offenbar gab es aber einen Konflikt zwischen Donnchad und dem Justiciar, der dem Erzbischof nicht die Stadt Cashel übergeben wollte. Noch Ende 1218 beschwerte sich der Erzbischof beim Regentschaftsrat über den Justiciar. Im Sommer 1319 reiste Donnchad dann selbst nach England, um seine Rechte einzufordern. Während seiner Abwesenheit übernahm ein Offizial die Verwaltung der Diözese. Aber auch in England setzte sich der Regentschaftsrat nicht weiter für ihn ein, so dass Donnchad weiter zur Kurie nach Italien reiste. Zuvor hatte er über die Kirchenprovinz von Cashel das Interdikt verhängt und den Justiciar Geoffrey Marsh exkommuniziert. Erzbischof Henry of London von Dublin setzte sich zugunsten von Donnchad ein, damit der Papst nicht in die Affäre verwickelt würde. Aber auch seine Intervention erreichte nicht, dass der Justiciar die Stadt übergab. Donnchad erreichte auf seiner Reise das westfranzösische Kloster Cîteaux, wo er schwer erkrankte. In Erwartung seines Todes trat er dort dem Zisterzienserorden bei. Dann genas er jedoch und reiste weiter zum Papsthof nach Orvieto. Die Berichte von Donnchad führten offenbar dazu, dass Papst Honorius III. am 6. Juli 1220 Henry of London als päpstlichen Legaten für Irland absetzte. Am 3. August 1220 befahl der Papst den Bewohnern von Cashel, Erzbischof Donnchad als ihren Herrn anzuerkennen. Donnchad beklagte sich dazu über die diskriminierende Politik der englischen Regierung gegenüber der irischen Bevölkerung. Der Papst befahl dem englischen König deshalb nicht nur, dem Erzbischof seine Temporalien zu übergeben, sondern auch die diskriminierende Politik, die auch irische Geistliche einschloss, zu beenden. Letztlich konnte sich der Papst aber nicht durchsetzen, denn als 1221 Erzbischof Henry of London zum neuen Justiciar ernannt wurde, setzte er die Politik seines Vorgängers fort. Donnchad war nach Irland zurückgekehrt, wo er vor Mai 1222 Donnchad das Interdikt über seine Kirchenprovinz erneuerte. Über diese Maßnahme beschwerte sich der englische Regentschaftsrat beim Papst, so dass Honorius III. am 19. Mai 1222 Donnchad anwies, das Interdikt aufzuheben. Donnchad reiste daraufhin nach England, wo ihm am 30. Juli in Gloucester Peter des Roches, der Bischof von Winchester, und Robert Travers, der anglonormannische Kandidat für das vakante Bistum Killaloe, eine Kopie der päpstlichen Anweisung präsentierten. Donnchad reiste vermutlich erneut nach Rom, um sein Recht vor der Kurie durchzusetzen. Daraufhin wies der Papst drei irische Bischöfe an, in dem Fall zu entscheiden. Das Urteil der Bischöfe ist nicht überliefert, doch wahrscheinlich urteilten sie zugunsten der englischen Regierung und gegen Erzbischof Donnchad. Vor August 1223 legte Donnchad deshalb sein Amt als Erzbischof nieder und zog sich als Mönch in ein irisches Zisterzienserkloster, möglicherweise Holy Cross bei Cashel zurück. Er starb nach den Annalen von Innisfallen 1232 als Mönch.